# Kolonkoura (Dokuy)
Pour les articles homonymes, voir Kolonkoura.
Kolonkoura est une localité située dans le département de Dokuy de la province de la Kossi dans la région de la Boucle du Mouhoun au Burkina Faso.